# Rizal, Occidental Mindoro
Rizal là một đô thị hạng 4 ở tỉnh Occidental Mindoro, Philippines. Theo điều tra dân số năm 2000, đô thị này có dân số 29.785 người trong 5.678 hộ.

## Barangay
Rizal được chia thành 11 barangay.
- Adela
- Aguas
- Magsikap
- Malawaan
- Pitogo
- Rizal
- Rumbang
- Salvacion
- San Pedro
- Santo Niño
- Manoot